# Solenopsis occipitalis
Solenopsis occipitalis é uma espécie de formiga do gênero Solenopsis, pertencente à subfamília Myrmicinae.